# MediaFire
MediaFire là một dịch vụ lưu trữ tệp trực tuyến và chia sẻ dữ liệu miễn phí có trụ sở tại Quận Harris, Texas, Hoa Kỳ. Tất cả các thành viên đăng ký đều có thể sử dụng đầy đủ chức năng của MediaFire.
Theo nguồn từ trang Compete.com, có 13.366.253 triệu người truy cập vào tên miền mediafire.com trong nửa năm 2010. Được thành lập vào tháng 6 năm 2006 bởi Derek Labian và Tom Langridge, công ty cung cấp phần mềm máy khách cho Microsoft Windows, macOS, Linux, Android, iOS, BlackBerry 10 và các trình duyệt web.

## Giới thiệu
Website bao gồm ba loại dịch vụ gồm Basic, Pro và Business. Người dùng dịch vụ Free (miễn phí) được tải lên các tập tin có dung lượng không quá dung lượng còn trống trong tài khoản (10GB dung lượng lưu trữ cho tài khoản miễn phí) nhưng với người dùng trả phí sẽ được ưu tiên tải lên tập tin có thể lên đến 10GB (với dịch vụ Business). Người dùng sau đó được cung cấp một URL để tải xuống tệp tin và có thể chia sẻ cho bất kỳ ai. Thêm vào đó, ảnh số cũng có thể được tải lên và hiện thị dưới dạng thư viện.
Từ tháng 11 năm 2009, MediaFire chuyển sang phiên bản 3.0 với nhiều chức năng mới.

## Các chức năng hiện tại
- Truy cập tập tin không cần chờ đợi.
- Không giới hạn thời gian lưu trữ.
- Không giới hạn số tập tin tải cùng một lúc.
- Cho phép khôi phục các tiến trình tải tập tin bị lỗi.
- Cho phép sử dụng trình tăng tốc và quản lý download (như Internet Download Manager).
- Cho phép tải lên tập tin không quá 200MB.
- Cho phép trực tiếp tải tập tin lên vào một thư mục (chức năng mới ở MediaFire 3.0).
- Cho phép đổi tên tập tin.
- Cho phép xóa các tập tin.
- Hỗ trợ RSS.
- Không phân biệt quốc gia, vùng lãnh thổ của người dùng.

## Các chức năng dự định trong tương lai
- Công cụ tải tập tin lên trực tiếp từ máy tính.
- Cho phép nhúng ảnh định dạng PNG.
- Cho phép cập nhật một tập tin mà không thay đổi đường dẫn đến file đó.
- Cho phép thay đổi URL (đường dẫn) chia sẻ file mà không cần tải lên lại.
- Cho phép gửi một chú ý cá nhân khi sử dụng chức năng "e-mail this file".
- Cho phép lập tên miền cá nhân (như: tênbạn.mediafire.com) cho một thư mục chia sẻ.
- Cho phép thiết lập tùy chọn sắp xếp các tệp tin của bạn (ví dụ: có thể sắp xếp tệp tin theo ngày tháng tải lên thay vì thứ tự alphabet).

## Hạn chế
- Không cho phép mã hóa tập tin.
- Không hỗ trợ tải lên tập tin theo giao thức FTP.
- Không hỗ trợ tải tập tin từ xa.
- Dung lượng mỗi tập tin bị giới hạn ở từng dịch vụ lần lượt là 200MB, 1GB, 4GB và 10GB.

## Các gói dung lượng
Có 2 mức tài khoản trả phí ở MediaFire với nhiều chức năng hơn và ít hạn chế hơn :
- Pro: 3,75 USD/tháng với dung lượng lưu trữ  1TB (1000GB).
- Business: 40 USD/tháng với dung lượng lưu trữ 1000TB.

Tài khoản này có thêm các ưu điểm sau:
- Liên kết trực tiếp.
- Giới hạn kích thước tệp tin tải lên tới 2GB.
- Tải lên từ xa.
- Tải lên từ website.
- Hỗ trợ tải cả thư mục (Bulk-Download) (chức năng mới ở MediaFire 3.0).
- Tạo Dropbox (nhúng thư mục trong MediaFire vào trang web có hỗ trợ JavaScript để mọi người đều có thể tải tập tin của họ lên thư mục này) (chức năng mới ở MediaFire 3.0).
- Tùy biến trang "My Files" theo ý mình (chức năng mới ở MediaFire 3.0).
- Không có quảng cáo.
- Hỗ trợ sao lưu.
- Mã hóa SSL.
- Thêm các thông tin thống kê.
- Hỗ trợ tốt hơn.

## Nền tảng hỗ trợ

### Di động
Ứng dụng di động lần đầu được MediaFire phát hành trên Android vào tháng 1 năm 2013 và iOS vào tháng bảy năm 2012.

#### iOS
Ứng dụng MediaFire chỉ dành cho iOS 9 trở lên.

###### Tính năng
- Tự động sao lưu ảnh và video.
- Tạo, di chuyển và xóa các thư mục.
- Quản lí và di chuyển tệp tin.
- Tải lên ảnh và video
- Xem các tập tin tài liệu.
- Chia sẻ tệp qua ứng dụng khác.
- Sao chép và dán các đường dẫn chia sẻ.

#### Android
Ứng dụng MediaFire chỉ dành cho Android 4.1 trở lên.

##### Tính năng
- Tự động sao lưu ảnh và video.
- Tạo, di chuyển và xóa các thư mục.
- Quản lí và di chuyển tệp tin.
- Tải lên mọi loại tệp.
- Mở tệp trong các ứng dụng khác.
- Chia sẻ tệp qua ứng dụng khác.
- Sao chép và dán các đường dẫn chia sẻ.

### Desktop
Phiên bản MediaFire desktop (được phát triển từ tháng 11 năm 2013) có trên macOS và Microsoft Windows. 
Cấu hình yêu cầu: Máy tính chạy Windows XP hoặc cao hơn, Mac OS X 10.7 hoặc cao hơn. 1GB RAM và 600MB bộ nhớ trong.

## Định dạng tệp tin
- Ảnh (JPEG, PNG, GIF, TIFF, BMP)
- Video (WebM, MPEG4, MOV, AVI, MPEGPS, WMV, FLV, 3GP, OGG, VOB)
- Tệp văn bản (TXT)
- Markup/Code (CSS, HTML, PHP, C, CPP (C++), H, HPP, JS, java, pl)
- Microsoft Word (DOC and DOCX)
- Microsoft Excel (XLS, XLSX)
- Microsoft PowerPoint (PPT, PPTX)
- Adobe Portable Document Format (PDF)